# Lijst van vlaggen van Oostenrijkse deelgebieden
Dit artikel bevat een lijst van vlaggen van Oostenrijkse deelgebieden.

## Landesflaggen en Dienstflaggen
Hieronder zijn zowel de zogeheten Landesflaggen (?) als de Landesdienstflaggen (?) weergegeven. De Landesflaggen zijn civiele vlaggen die door elke burger gebruikt mogen worden en bestaan uit twee of drie horizontale banden in de kleuren van het wapen van de betreffende deelstaat. Een Landesdienstflagge (ook Dienstflagge genoemd) is de dienstversie van de Landesflagge met daarop het wapen van de betreffende deelstaat; dit vlaggentype wordt door de overheid gebruikt.

## Vlaggenoverzicht
| Kaart | Staat            | Vlag          | Vlag          | Artikel over de vlag      | Ratio | Ingebruikname    |
| ----- | ---------------- | ------------- | ------------- | ------------------------- | ----- | ---------------- |
|       | Burgenland       | Landesflagge: | Dienstflagge: | Vlag van Burgenland       | 2:3   | 25 juni 1971     |
|       | Karinthië        | Landesflagge: | Dienstflagge: | Vlag van Karinthië        | 2:3   | 18 juni 1946     |
|       | Neder-Oostenrijk | Landesflagge: | Dienstflagge: | Vlag van Neder-Oostenrijk | 2:3   | 9 augustus 1954  |
|       | Opper-Oostenrijk | Landesflagge: | Dienstflagge: | Vlag van Opper-Oostenrijk | 2:3   | 25 april 1949    |
|       | Salzburg         | Landesflagge: | Dienstflagge: | Vlag van Salzburg         | 2:3   | 16 februari 1921 |
|       | Stiermarken      | Landesflagge: | Dienstflagge: | Vlag van Stiermarken      | 2:3   | 1960             |
|       | Tirol            | Landesflagge: | Dienstflagge: | Vlag van Tirol            | 2:3   | 25 november 1945 |
|       | Vorarlberg       | Landesflagge: | Dienstflagge: | Vlag van Vorarlberg       | 2:3   | 1946             |
|       | Wenen            | Landesflagge: | Dienstflagge: | Vlag van Wenen            | 2:3   | 1946             |

Albanië · Andorra · Argentinië · Australië · Bahrein · België · Bolivia · Bosnië en Herzegovina · Brazilië · Bulgarije · Canada · Chili · China · Colombia · Comoren · Costa Rica · Denemarken · Dominicaanse Republiek · Duitsland · Ecuador · Egypte · El Salvador · Estland · Ethiopië · Filipijnen · Finland · Frankrijk · Gabon · Georgië · Ghana · Griekenland · Guatemala · Guyana · Honduras · Hongarije · Ierland · India · Indonesië · Irak · Italië · Japan · Kazachstan · Kenia · Kirgizië · Koeweit · Kroatië · Liberia · Litouwen · Maleisië · Marshalleilanden · Mexico · Micronesië · Moldavië · Mongolië · Myanmar · Nederland · Nicaragua · Nieuw-Zeeland · Nigeria · Noorwegen · Oeganda · Oekraïne · Oostenrijk · Pakistan · Palau · Panama · Papoea-Nieuw-Guinea · Paraguay · Peru · Polen · Portugal · Roemenië · Rusland · Salomonseilanden · Sao Tomé en Principe · Servië · Slowakije · Soedan · Somalië · Spanje · Sri Lanka · Suriname · Tanzania · Thailand · Tsjechië · Uruguay · Vanuatu · Venezuela · Verenigd Koninkrijk · Verenigde Arabische Emiraten · Verenigde Staten · Wit-Rusland · Zuid-Afrika · Zuid-Korea · Zuid-Soedan · Zweden · Zwitserland
Historisch: Joegoslavië · Oostenrijk-Hongarije · Sovjet-Unie
Zie ook: Vlaggenlijsten per land · Vlaggen van afhankelijke gebieden · Vlaggen van gemeenten (per land)